# Women's Challenge
De Women's Challenge, ook bekend als de Ore-Ida Women's Challenge, was een meerdaagse wielerwedstrijd voor vrouwen die van 1982 tot 2002 jaarlijks werd verreden in Zuid-Idaho in de Verenigde Staten. Vanaf 1995 werd de rittenkoers officieel erkend door de UCI. Bij gebrek aan financiële middelen hield de wedstrijd na 2002 op te bestaan.

## Erelijst
| Jaar | Eerste                 | Tweede               | Derde              |
| ---- | ---------------------- | -------------------- | ------------------ |
| 1984 | Rebecca Twigg          | Cindy Olavetti       | Inga Thompson      |
| 1985 | Rebecca Twigg          | Inga Thompson        | Sally Kittredge    |
| 1986 | Rebecca Twigg          | Madonna Harris       | Susan Ehlers       |
| 1987 | Inga Thompson          | Katrin Tobin         | Susan Ehlers       |
| 1988 | Katrin Tobin           | Jane Marshall        | Sara Neil          |
| 1989 | Lisa Brambani          | Ruthie Matthes       | Jane Marshall      |
| 1990 | Inga Thompson          | Ruthie Matthes       | Lisa Brambani      |
| 1991 | Jeannie Longo          | Dede Demet           | Diana Cepeliene    |
| 1992 | Eve Stephenson         | Inga Thompson        | Jeanne Golay       |
| 1993 | Jeanne Golay           | Eve Stephenson       | Karen Kurreck      |
| 1994 | Clara Hughes           | Anne Samplonius      | Karen Kurreck      |
| 1995 | Dede Demet             | Jeanne Golay         | Mari Holden        |
| 1996 | Anna Wilson            | Clara Hughes         | Dede Demet         |
| 1997 | Rasa Polikevičiūtė     | Linda Jackson        | Zoelfia Zabirova   |
| 1998 | Linda Jackson          | Valentina Polkhanova | Diana Žiliūtė      |
| 1999 | Jeannie Longo-Ciprelli | Mari Holden          | Zoelfia Zabirova   |
| 2000 | Anna Wilson            | Diana Žiliūtė        | Sarah Ulmer        |
| 2001 | Lyne Bessette          | Judith Arndt         | Rasa Polikevičiūtė |
| 2002 | Judith Arndt           | Geneviève Jeanson    | Kim Bruckner       |

### Meervoudige winnaars
| Overwinningen | Renster       | Land             | Jaren            |
| ------------- | ------------- | ---------------- | ---------------- |
| 3             | Rebecca Twigg | Verenigde Staten | 1984, 1985, 1986 |
| 2             | Inga Thompson | Verenigde Staten | 1987, 1990       |
| 2             | Jeannie Longo | Frankrijk        | 1991, 1999       |
| 2             | Anna Wilson   | Australië        | 1996, 2000       |

### Overwinningen per land
| Overwinningen | Land                                     |
| ------------- | ---------------------------------------- |
| 9             | Verenigde Staten                         |
| 3             | Canada                                   |
| 2             | Australië, Frankrijk                     |
| 1             | Duitsland, Litouwen, Verenigd Koninkrijk |